# Lasse & Mathilde
Lasse & Mathilde er en dansk folk-duo, der består af ægteparret Lasse Helner og Mathilde Bondo.
Samarbejdet startede i 1975, da Mathilde indspillede solopladen Pigesind med tekster af Tove Ditlevsen og musik af Lasse Helner. I 1977 udgav de deres første album under navnet Lasse & Mathilde.
Lasse og Mathilde har bl.a. fortolket sange fra Højskolesangbogen og sat musik til tekster af blandt andet Poul Henningsen, Niels Hausgaard, Martha Christensen og Piet Hein.
I 2007 modtog parret Fyns Amts Kulturpris. Året efter blev de nomineret til prisen "Årets danske album" ved Danish Music Awards Folk for deres album Spor af Piet Hein.
Lasse & Mathilde har spillet koncerter i udlandet og i Danmark – fra forsamlingshuse, kulturhuse og værtshuse til festivaler og kirker.

## Diskografi
- Lasse & Mathilde (1977)
- Her og Nær (1978)
- Fyn (1979)
- Små Giganter (1980)
- Fyn er fin (1980
- Maskebal (1982)
- Det er Nu – Det er Her (1987)
- Det lysner (1988)
- Varm Magi (i New Orleans) (1997)
- Fantasistykker (2000) (DMA nomineret)
- Fyn er Fin Forever (2005) 30 års-jubilæumsudgivelse
- Spor af Piet Hein (2007) DMA-nomineret
- Alle de Bedste (2010) 35 års-jubilæumsudgivelse
- Verden Venter (2013)
- Hvem drømmer Hvem (2019)